# Аксаитовский сельсовет
Аксаитовский сельсовет — муниципальное образование в Татышлинском районе Башкортостана.
Административный центр — село Аксаитово.

## История
Согласно Закону о границах, статусе и административных центрах муниципальных образований в Республике Башкортостан имеет статус сельского поселения.

## Население
| 2002  | 2009  | 2010  | 2012  | 2013  | 2014  | 2015  |
| ----- | ----- | ----- | ----- | ----- | ----- | ----- |
| 2032  | ↘1950 | ↗1972 | ↘1950 | ↘1915 | ↘1905 | ↘1860 |
| 2016  | 2017  | 2018  |       |       |       |       |
| ↘1800 | ↘1764 | ↘1732 |       |       |       |       |

## Состав сельского поселения
| № | Населённый пункт | Тип населённого пункта       | Население |
| - | ---------------- | ---------------------------- | --------- |
| 1 | Аксаитово        | село, административный центр | ↗794      |
| 2 | Ильметово        | село                         | ↘380      |
| 3 | Артаулово        | деревня                      | ↗221      |
| 4 | Зиримзи          | деревня                      | ↗196      |
| 5 | Юсупово          | деревня                      | ↘196      |
| 6 | Новочукурово     | деревня                      | ↗98       |
| 7 | Бизь             | деревня                      | ↗87       |

## Известные уроженцы
- Фатхетдинов, Салават Закиевич (род. 10 января 1960) — популярный эстрадный певец, Заслуженный артист Республики Татарстан (1991), Народный артист Республики Татарстан (1995), Заслуженный артист Российской Федерации (2005), Заслуженный артист Республики Башкортостан (2010)[19].